# Camillo Bozzolo
Camillo Bozzolo (Milano, 31 maggio 1845 – Torino, 28 febbraio 1920) è stato un patologo e politico italiano.
Fu senatore del Regno d'Italia nonché fondatore della Scuola Ematologica Torinese e scopritore della malattia di Kahler-Bozzolo, oggi nota come mieloma multiplo.

## Biografia

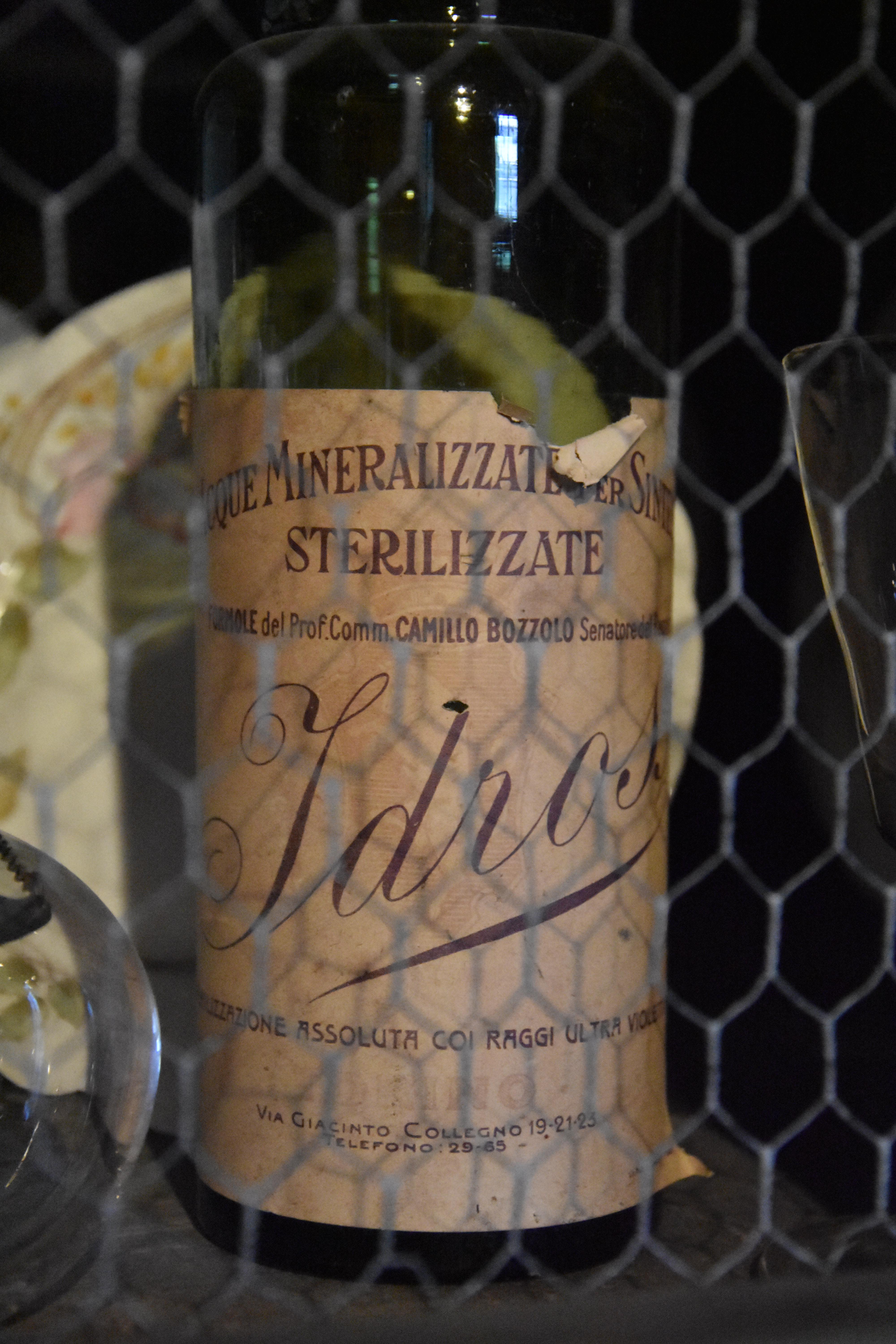
Bottiglia d'acqua mineralizzata e sterilizzata conservata a Villa Bozzolo

Nato a Milano da una famiglia nobile, studiò Medicina all'Università degli Studi di Pavia, laureandosi nel 1868, avendo per maestri figure illustri della medicina italiana dell'epoca quali Salvatore Tommasi (1813-1888), Luigi Porta (1804-1875), Antonio Quaglino (1817-1894), Eusebio Oehl (1827-1903), ed Arnaldo Cantani.
Inoltre , nel 1866 nel pieno dei suoi studi di medicina partecipò volontario come medico alla Terza guerra d'indipendenza italiana, arruolandosi nel 4º Reggimento Volontari Italiani, comandato dal luogotenente Giovanni Cadolini e prese parte a importanti battaglie come la Battaglia di Bezzecca.
Un anno dopo iniziò la carriera medica presso l'Ospedale Maggiore di Milano come assistente di anatomia patologica, e iniziò a frequentare il Laboratorio di Patologia Generale Sperimentale di Giulio Bizzozero a Pavia. Due anni dopo abbandonò la professione medico-ospedaliera per seguire le sue ricerche in Austria e in Germania come allievo del patologo Johann Ritter von Oppolzer, del patologo boemo Karl Rokitansky, del patologo tedesco Ludwig Traube, ma soprattutto del patologo e antropologo Rudolf Virchow.
Nel 1871 fece ritorno in Italia e riprese il suo posto all'Ospedale Maggiore di Milano affiancando il primario Achille Visconti, e continuando la sua collaborazione con Bizozzero, il quale si trasferì a Torino dove aveva vinto la cattedra di Anatomia patologica ed invitò Bozzolo a seguirlo. Durante il suo soggiorno torinese Bozzolo, oltre a proseguire il suo apprendistato al fianco di Bizozzero, divenne allievo del celebre studioso di medicina clinica Carlo Leopoldo Rovida, tuttavia, nel 1873, alla morte del rettore Giuseppe Timermans, patrono di Bizozzero e Bozzolo, quest'ultimo rimase senza cattedra e dovette fare ritorno a Milano dove proseguì la sua attività di assistente fino al 1876.
Quando Carlo Leopoldo Rovida divenne titolare della cattedra di Clinica a Torino, nominò Bozzolo suo assistente, diventando suo supplente durante i lunghi periodi di malattia di Rovida. Nel 1878 Bozzolo vinse il concorso per la cattedra di Patologia Generale all'Università degli Studi di Genova, ma vi rinunziò per organizzare il primo corso in Italia di Clinica Medica Propedeutica.
Quando Luigi Concato divenne titolare di Clinica Medica e morì quasi subito dopo, nel 1882, Bozzolo vinse la cattedra di professore ordinario. Nella clinica da lui diretta ebbe come collaboratori l'allora neolaureato patologo Ferdinando Micheli. Dal 1900 al 1902 divenne Presidente dell'Accademia di Medicina, attività alla quale affiancò la carica di assessore all'Igiene e di Consigliere comunale di Torino, cariche che ricoprì dal 1905 al 1915. Il 26 gennaio 1910 venne nominato senatore.
Morì nel 1920 a Casalzuigno, nella Villa Della Porta Bozzolo che aveva acquistato anni prima, e venne sepolto nel cimitero comunale locale.
La figlia Marianna (1881-1968) sposò nel 1901 Antonio De Toma (1865-1940), imprenditore valsesiano del marmo artificiale attivo in tutta Europa; la loro figlia primogenita, Annina, fu poetessa (le opere sono raccolte in volume nel 2006).
Il Comune di Torino gli ha intitolato una piazza nel quartiere Nizza-Millefonti.

## Attività scientifica
Bozzolo, oltre ad essere fondatore della Scuola ematologica torinese, è stato un attento studioso del mieloma multiplo, anche denominato malattia di Kahler-Bozzolo. In collaborazione con Edoardo Perroncito fu lo scopritore della cosiddetta malattia del minatore del San Gottardo o anemia del minatore, scoprendo che l'ancylostomum duodenale (un verme nematode) fosse la causa di questa grave malattia diffusasi tra i minatori che lavoravano per la costruzione della galleria ferroviaria del San Gottardo.
Fra le sue varie ricerche fu il suo studio sulla polmonite da diplococco, asserendo che le lesioni in altri organi interni causate da questa patologia avevano anch'esse origine dal batterio della polmonite.

## Opere
- Le splenomegalie primitive in collaborazione con Fernando Micheli (1872-1937), Torino, 1910.
- L'anchilostomiasi e l'anemia che ne conseguita (anchilostomanemia), Giornale internazionale delle scienze mediche, Napoli, 1879, n.s. 1: 1054-1069, 1245-1253.
- L'anemia al traforo del Gottardo dal punto di vista igienico e clinico. Milano, 1880.